# K-TV
K-TV Kephas Fernsehen (Kephas-Fernsehen, slovo ‚K‘ stoji za ime Kephas, to je grčka riječ za stijenu)  je katolička televizija za njemačko govorno područje sa sjedištem u Dornbirnu koja prikazuje liturgije, informacije i zabavni program, 24 sata dnevno.
Osnovao ju je 1999. godine Hans Buschor.

## Vanjske poveznice
|  | Zajednički poslužitelj ima još gradiva o temi K-TV |

- (njem.) K-TV – Ihr katholischer Fernsehsender (službene mrežne stranice)